# Дом-музей В. Э. Борисова-Мусатова
Дом-музей В. Э. Борисова-Мусатова — музей художника В. Э. Борисова-Мусатова, находящийся на балансе Музея имени А. Н. Радищева в г. Саратове на ул. Вольская 33.
Изначально живопись и графика В. Э. Борисова-Мусатова находятся в коллекции Радищевского музея. По количеству произведений собрание занимает третье место после Государственной Третьяковской галереи и Государственного Русского музея. Отдел музеефикации «Усадьба В. Э. Борисова-Мусатова» был создан в 1984 году. С этого момента собрание музея обогатилось мемориальными вещами, принадлежавшими семье художника, подлинными архивными документами, печатными изданиями. Сам музей был открыт в 2000 году.

## История

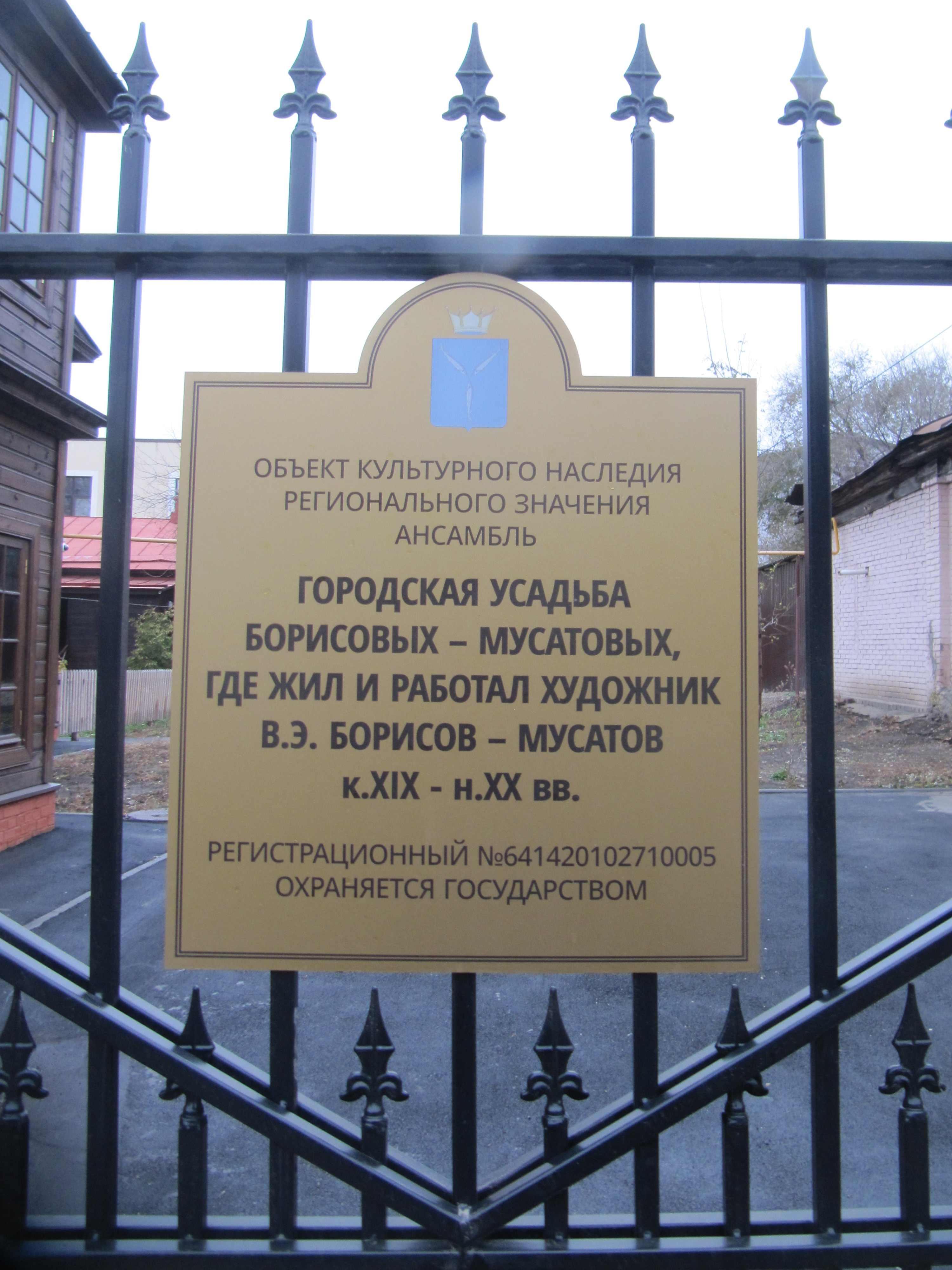
Музей-усадьба Борисова-Мусатова В. Э. табличка на ограде

Мемориальный деревянный флигель В. Э. Борисова-Мусатова — часть усадебного комплекса, был построен семьёй художника примерно в 1891—1892 гг., ко времени начала учения В. Э. Борисова-Мусатова в Москве и Петербурге. Так вышло, что почти вся творческая жизнь художника связана с этим зданием. В разные годы именно здесь, в Саратовском доме, он создал значительные свои произведения «Майские цветы» (1894), «Автопортрет с сестрой» (1898), «Гармония» (1900), «Гобелен» (1901), «Водоём» (1902), «Изумрудное ожерелье» (1903—1904).1 Архивная копия от 5 марта 2016 на Wayback Machine Произведения ныне хранятся в крупнейших собраниях России и являются признанными шедеврами Русского искусства рубежа XIX—XX веков.
Речь о создании мемориального музея В. Э. Борисова-Мусатова в Саратове в доме на Вольской, 33, где жил художник, зашла ещё в 1922 г. Инициатором выступила средняя сестра художника Агриппина Эльпидифоровна Немирова.2 Архивная копия от 3 марта 2016 на Wayback Machine Флигель и двухэтажный дом — городская усадьба В. Э. Борисова-Мусатова в середине 20-х годов были внесены в список памятников истории и культуры Саратовской губернии краеведами, сотрудниками музея имени А. Н. Радищева, инспекторами по охране памятников А. В. и В. В. Леонтьевыми. Но в 30-е годы в бывшей усадьбе В. Э. Борисова-Мусатова расположились обычные коммунальные квартиры.3 Архивная копия от 4 марта 2016 на Wayback Machine
В 1984 году решением Городского исполкома Совета народных депутатов флигель рядом с домом был передан на баланс музея имени А. Н. Радищева. Зашла речь о его реставрации и открытия мемориального Музея В. Э. Борисова-Мусатова как филиала музея имени А. Н. Радищева. Но в годы перестройки, распада Советского Союза, отсутствия реставрационной базы в самом Саратове дело с восстановлением усадьбы В. Э. Борисова-Мусатова сильно затянулось. Городскими властями не был решен вопрос об отселении жильцов из 2-х этажного дома, принадлежавшего семье Мусатовых.
В итоге из предполагаемого музейного комплекса в апреле 2000 года в год 130-летия со дня рождения В. Э. Борисова-Мусатова был открыт мемориальный флигель. Поскольку деревянная архитектура «старого» Саратова с течением времени неумолимо исчезает под современной застройкой, флигель со временем приобретает всё большую уникальность.3 Архивная копия от 4 марта 2016 на Wayback Machine

## Настоящее время
Музей владеет частью земельного усадебного участка, на котором воссоздан маленький садик, который художник считал неотъемлемой частью своего творческого пространства — «Зелёной мастерской».4 Архивная копия от 3 марта 2016 на Wayback Machine Она была уничтожена в 30-е годы из-за строительства крупного промышленного предприятия — мебельной фабрики.3 Архивная копия от 4 марта 2016 на Wayback Machine
Второй объект, находящийся рядом с музеем, — двухэтажный деревянный дом, обложенный кирпичом, представляет собой образец типичной городской архитектуры второй половины XIX века. Находится в теснейшей близости с флигелем. Около него расположены вторая часть двора и сада, хозяйственные постройки. Музею не принадлежат, однако до сих пор остается актуальным вопрос об отселении жильцов из 2-х этажного дома и восстановление Городской усадьбы Мусатовых, музейного комплекса в полном объёме.5 Архивная копия от 3 марта 2016 на Wayback Machine
Памятные даты и ежегодные мероприятия:
- дата открытия — 14.04.2000,
- 14 апреля — День рождения В. Э. Борисова-Мусатова,
- Май — Международная акция «Ночь в музее»,
- Ноябрь — Театрализованные вечера памяти В. Э. Борисова-Мусатова.4 Архивная копия от 3 марта 2016 на Wayback Machine

## Список использованной литературы
1. http://radmuseumart.ru/branches/borisov-musatov/museum.php Архивная копия от 4 марта 2016 на Wayback Machine
2. http://www.museum.ru/M1398 Архивная копия от 3 марта 2016 на Wayback Machine
3. http://www.culture.ru/institutes/11435/muzey-usadba-v-e-borisova-musatova Архивная копия от 3 марта 2016 на Wayback Machine
4. http://saratov.ru/places/culture/saratov_museum_ve_borisov_musatov/ Архивная копия от 5 марта 2016 на Wayback Machine
5. http://www.rg.ru/2008/04/16/reg-saratov/musatov.html Архивная копия от 3 марта 2016 на Wayback Machine